# Remember When?
Remember When? è un cortometraggio statunitense del 1925, diretto da Harry Edwards, con Harry Langdon.

## Trama
Harry è un amico d'infanzia di Rosemary. Fuggito dall'orfanotrofio da bambino, Harry si ritrova 15 anni dopo a condurre una vita da hobo, costretto a rubare galine per sopravvivere, mentre Rosemary ha trovato lavoro nel circo di Mack, in qualità di donna (fintamente) barbuta.
Un giorno Mack vede Harry compiere delle brillanti evoluzioni acrobatiche, in realtà costretto a ciò poiché attaccato dalle vespe, e lo ingaggia nel circo. Qui però egli non riconosce Rosemary, anche perché truccata e con la barba finta. Quando però il circo si accampa nelle vicinanze dell'orfanotrofio che ha accolto i due da bambini, grazie ad una serie di circostanze Harry e Rosemary si riconoscono e si ritrovano in allegria.